# 1580

## Родени
- Вилем Схаутен, холандски мореплавател
- Франс Халс, холандски художник
- 17 септември – Франсиско де Кеведо, испански поет

## Починали
- 10 юни – Луиш ди Камоинш, португалски поет
- 19 август – Андреа Паладио, италиански архитект